# Chłopka międląca konopie
Chłopka międląca konopie – obraz olejny malarza Henryka Rodakowskiego. Dzieło jest przechowywane w Muzeum Narodowym w Warszawie.

## Historia
W latach pięćdziesiątych XIX wieku malarstwo francuskie poruszane było gwałtownymi dyskusjami na temat realizmu, skupiającymi się wokół twórczości szkoły z Barbizon i manifestacyjnych wystąpięń Gustave'a Courbeta. Rodakowski, przebywający w tym czasie w Paryżu, nie pozostał obojętny na te wstrząsy.
W 1856 roku namalował obraz Wnętrze cerkwi ruskiej, który nie zachował się i jest znany jedynie ze wzmianek. W tym samym nurcie twórczości rodzajowej malarza, tworzącego głównie portrety, należy umieścić Chłopkę międlącą konopie namalowaną w 1859 roku. Były to dzieła o niewielkim formacie i stworzone zapewne z myślą o szybkiej sprzedaży dla mieszczańskiej klienteli zainteresowanej wiejską tematyką. Rodakowski porzucił wkrótce ten nurt malarski, jednak przez całe życie wykonywał studia i szkice o tematyce wiejskiej, oraz w latach 1867-1868  namalował cykl akwarel Album Pałahickie przedstawiający postacie chłopów i Żydów przy ich codziennych zajęciach.

## Opis
Obraz przedstawia postać przy czynności międlenia za pomocą międlicy lnu lub konopi. Kobieta, ukazana w kokieteryjnym ruchu, stoi na tle krajobrazu. Ubrana jest w barwny strój. Obraz ukazuje zaciekawienie artysty malowniczością sytuacji i nieomal egzotycznego folkloru. Dzieło jest barwne, jasne i świetliste.